# 541508 Liucixin
541508 Liucixin este o planetă minoră (asteroid) din centura de asteroizi. A fost descoperită pe 27 august 2011 la  de  și a fost numită după Liu Cixin. 
Obiectul prezintă o orbită caracterizată de o semiaxă mare de 2,4795177504759 UAi, o excentricitate de 0,10870399012441, o înclinație de 14,046939744195 ° în raport cu ecliptica.